# Coridàlids

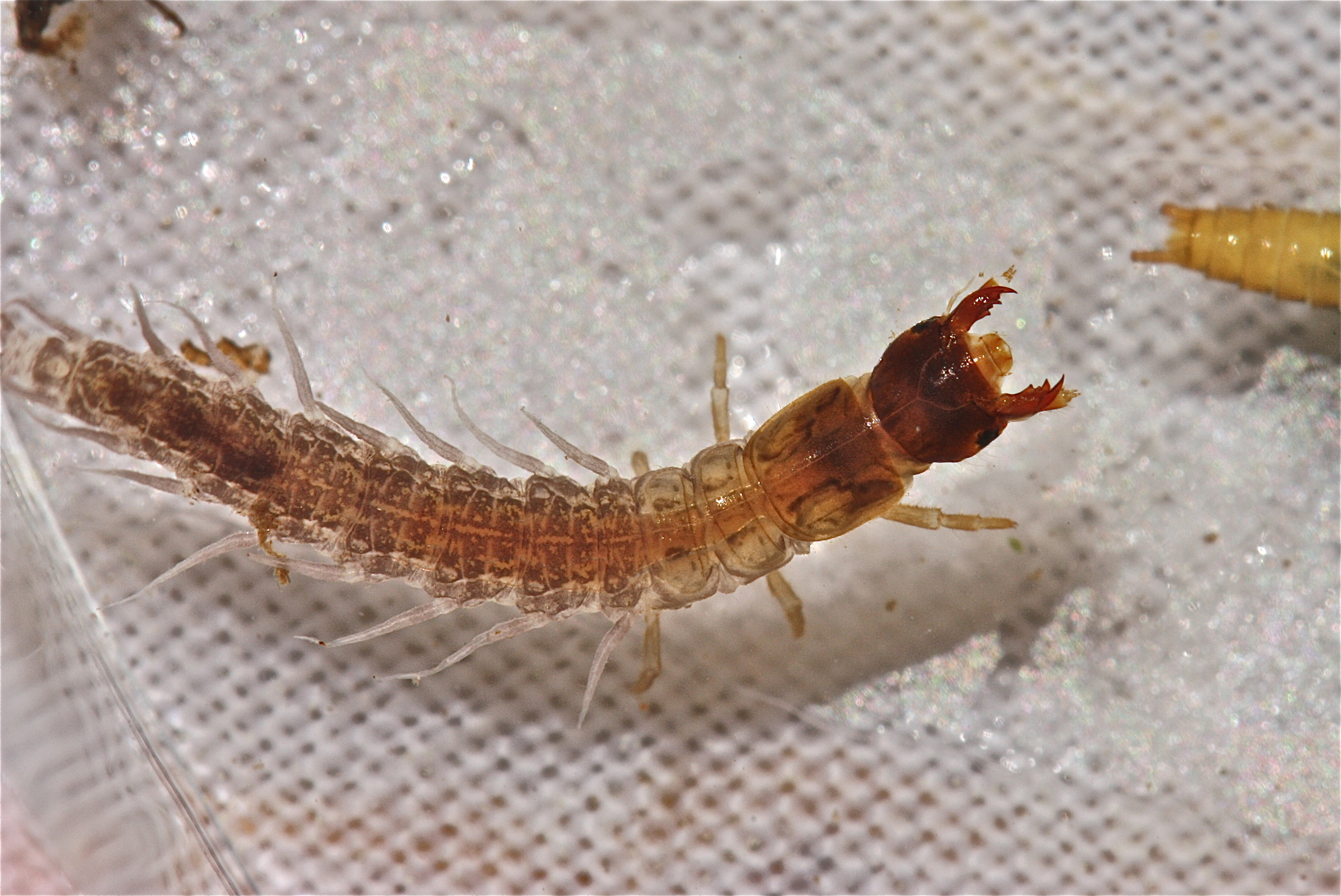
Larva de Nigronia fasciata

Els coridàlids (Corydalidae) són una família d'insectes de l'ordre Megaloptera, amb grans ales de venació protuberant; les ales anteriors són una mica més grans que les posteriors. Els mascles posseeixen dues grans mandíbules sense dents, mentre que les de les femelles són curtes i dentades. Les larves són de les més grans entre les dels insectes.

## Característiques
Els adults es caracteritzen per posseir tres ocels en el cap i les mandíbules grans dels mascles, especialment dels gèneres Corydalus i Acanthacorydalis. Les antenes poden ser filiformes, serrades o pectinades. És la família amb individus de major mida de l'ordre amb una envergadura fins a de 180 mm, són de coloració marró pàl·lida o brunenca amb taques negres i el 4º segment del tars és simple.

## Història natural
Les femelles dipositen les masses d'ous a prop de l'aigua. En eclosionar, les larves van a l'aigua, on viuen entre 2 a 5 anys. Tenen 8 parells de filaments laterals i són depredadores de diferents animals aquàtics. Durant aquesta etapa es succeeixen de 10 a 12 estadis segons l'espècie. En finalitzar l'estadi larvari, surten de l'aigua i, sota la protecció d'un tronc o una pedra, pupen construint una cambra sedosa.
L'adult és un insecte alat que habita a la vora de cossos d'aigua; viu només uns quants dies, morint després d'aparellar-se i pondre els ous. S'alimenten de solucions proteiques o ensucrades. Són nocturns, i algunes espècies de Chauliodinae són atretes per la llum artificial.

## Taxonomia
La família Corydalidae inclou dues subfamílies i diversos gèneres:
Subfamília Chauliodinae Davis, 1903
- Gènere Anachauliodes Kimmins, 1954
- Gènere Apochauliodes Theischinger, 1983
- Gènere Archichauliodes Weele, 1909
- Gènere Chauliodes Latreille, 1796
- Gènere Ctenochauliodes Van der Weele, 1909
- Gènere Dysmicohermes Munroe, 1953
- Gènere Madachauliodes Paulian, 1951
- Gènere Neochauliodes van der Weele, 1909
- Gènere Neohermes Banks, 1908
- Gènere Nigronia Banks, 1908
- Gènere Nothochauliodes Flint, 1983
- Gènere Orohermes Evans, 1984
- Gènere Parachauliodes Van der Weele, 1909
- Gènere Platychauliodes Esben-Petersen, 1924
- Gènere Protochauliodes Weele, 1909
- Gènere Puri Cardoso-Costa et al. 2013
- Gènere Sinochauliodes Liu & Yang, 2006
- Gènere Taeniochauliodes Esben-Petersen, 1924

Subfamília Corydalinae Leach, 1815
- Gènere Acanthacorydalis Weele, 1907
- Gènere Chloronia Banks, 1908
- Gènere Chloroniella Esben-Petersen, 1924
- Gènere Corydalus Latreille, 1909
- Gènere Neoneuromus Van der Weele, 1909
- Gènere Neurhermes Navás, 1915
- Gènere Nevromus Rambur, 1842
- Gènere Platyneuromus Van der Weele, 1909
- Gènere Protohermes Van der Weele, 1907